# Gábor Petrovits
Gábor Petrovits (* 11. März 1962 in Budapest) ist ein ungarischer Badmintonspieler. 

## Karriere
Gábor Petrovits war in Ungarn fünf Mal bei den Juniorenmeisterschaften erfolgreich, bevor er sich 1983 erstmals bei den Erwachsenen durchsetzen konnte. Von 1984 bis 1989 erkämpfte er sich sieben weitere Titel bei den Einzelmeisterschaften. Von 1979 bis 1990 war er des Weiteren drei Mal bei den Mannschaftsmeisterschaften erfolgreich. 1989 wurde er Dritter beim Internationalen Werner-Seelenbinder-Gedenkturnier in der DDR.

## Sportliche Erfolge
| Saison | Veranstaltung                                          | Disziplin    | Platz | Name                              |
| ------ | ------------------------------------------------------ | ------------ | ----- | --------------------------------- |
| 1977   | Ungarn: Einzelmeisterschaften der Junioren             | Herrendoppel | 1     | György Vörös / Gábor Petrovits    |
| 1979   | Ungarn: Einzelmeisterschaften der Junioren             | Mixed        | 1     | Gábor Petrovits / Ildikó Vígh     |
| 1979   | Ungarn: Einzelmeisterschaften der Junioren             | Herreneinzel | 1     | Gábor Petrovits                   |
| 1980   | Ungarn: Einzelmeisterschaften der Junioren             | Mixed        | 1     | Gábor Petrovits / Zsuzsa Diószegi |
| 1980   | Ungarn: Einzelmeisterschaften der Junioren             | Herreneinzel | 1     | Gábor Petrovits                   |
| 1983   | Ungarn: Einzelmeisterschaften                          | Herrendoppel | 1     | György Vörös / Gábor Petrovits    |
| 1984   | Ungarn: Einzelmeisterschaften                          | Herrendoppel | 1     | György Vörös / Gábor Petrovits    |
| 1985   | Ungarn: Einzelmeisterschaften                          | Herreneinzel | 1     | Gábor Petrovits                   |
| 1985   | Ungarn: Einzelmeisterschaften                          | Herrendoppel | 1     | György Vörös / Gábor Petrovits    |
| 1987   | Ungarn: Einzelmeisterschaften                          | Herrendoppel | 1     | György Vörös / Gábor Petrovits    |
| 1988   | Ungarn: Einzelmeisterschaften                          | Herreneinzel | 1     | Gábor Petrovits                   |
| 1988   | Ungarn: Einzelmeisterschaften                          | Herrendoppel | 1     | Gábor Petrovits / Attila Nagy     |
| 1989   | Ungarn: Einzelmeisterschaften                          | Herreneinzel | 1     | Gábor Petrovits                   |
| 1989   | DDR: Internationales Werner-Seelenbinder-Gedenkturnier | Herreneinzel | 3     | Gábor Petrovits                   |